# كيسة سنية
الكيسة السنية أو الكيسة التاجية أو الكيسة الحاوية على السن أو الكيسة الجريبية هي كيسة سنية المنشأ، يعتقد أنها من أصل تطوري، مرتبطة مع تاج السن المنطمر كليا أو جزئيا. ويكون تجويف هذه الكيسة مبطن بخلايا ظهارية مشتقة من خلايا الميناء الظهارية المنضمرة للسن مشكلة عضو. أما بخصوص نشوئها المرضي، فتم اقتراح أن الضغط المبذول من قبل بزوغ الأسنان على الجريب قد يعيق التدفق الوريدي بحيث يحدث تراكم للنضحات بين خلايا الميناء الظهارية المنطمرة وتاج السن.

## الأسباب
الكيس التاجي يتشكل نتيجة للقوة الهيدروستاتيكية (التوازن بين الموائع) المبذولة والصادرة عن تجمع السائل بين الظهارة المينائية المتراجعة والتاج السني للسن غير البازغ 

،بحيث يغطي تاج السن ويتصل عند العنق عند الملتقى المينائي الملاطي. وهذا النوع من الأكياس يحدث غالبا بصورة حصرية في الأسنان الدائمة، ويغطى من الداخل بظهارة رصفية مطبقة غير مقترنة. كما اقترح بعض الباحثين أن الالتهاب المحيط بالذروة للأسنان اللبنية (غير الأساسية ) بالقرب من جريبات الأسنان الدائمة وغير البازغة قد تكون عاملا لإثارة هذا النوع من الأكياس. فضلاعن أسباب أخرى لها علاقة بالأصل التطوري.
إن أكثر من 75% من الحالات تتوضع في الفك السفلي، وتكون أكثر الأسنان عرضة للإصابة هي : 
- الرحى السفلية الثالثة (الأكثر شيوعا) .
- الرحى السفلية الثالثة (ثاني أكثر شيوعا) .
- الناب العلوي .
- الضاحك السفلي الثاني .

## الكيس من الناحية النسيجية
يظهر في الصورة الشعاعية على شكل إضاءة أحادية يمكن تمييزها بحيث تغطي تاج الرحى الثالثة السفلية المتأثرة، ويصل في الرحى الثانية لجذر السن ومن الناحية النسيجية يبطن جريب الأسنان الطبيعي بخلايا المينا الظهارية، في حين أن الكيسة السنية تبطن بخلايا ظهارية حرشفية طبقية غير متقرنة – غير كيراتينية-، وعندماتتطور الكيسة السنية من الظهارة الجريبية يصبح لديها احتمالية أكثرللنمو والتمايز، والتنكس أي الاضمحلال من الكيس الجذري. وأحيانا قد يؤدي جدار الكيسة السنية إلى الإصابة بأكثر سرطان مخاطي بشروي مشؤوم، وقد تحدث كسور مرضية ونظرا لميل الأكياس السنية للتوسع بسرعة. كما ويشاهد على إبرة الشفط الدقيقة (من خلال رأس الإبرة الرفيع) سائل ملون.
إن المظهر المعتاد للتصوير بالأشعة يكون على شكل آفة شفافة مخططة بشكل جيد ومرتبطة عند الزاوية الحادة لمنطقة عنق السن غير البازغ،
وقد يكون حد الآفة ظليلا للأشعة (أي غير منفذ للأشعة)،ويعتمد التمييز بين الكيسة السنية و الجريب السني الطبيعيعلى الحجم فقط ؛لذا ينبغي دائما التمييز بين الكيسة السنية والجريب السني الطبيعي إشعاعيا.
إن الأكياس السنية هي الأكثر شيوعا، ومع هذا المظهر الإشعاعي يظهر الكيس أحادي مع حواف محددة جيدا وغالبا تكون هذه الحدود متصلبة، ولكن في بعض الأحيان قد تكون متعددة المساكن في المظهر، ويمكن أيضا أن يكون الغشاء الكيسي مستمر بحيث تظهر حواف الأكياس المصابة بفيروس بشكل سيء التحديد. وإذا ما كان الحيز الجريبي أكثر من 5ملم يعتبر كيسة سنية.
إشعاعيا هناك ثلاثة أنواع من الكيسة السنية النوع المركزي، والنوع الجانبي –الطرفي-، والنوع المحيطي، والمواقع الأكثر شيوعا لهذه الأكياس هي الطواحين رقم 3 في الفك السفلي، وأنياب الفك العلوي. وهم نادرا ما ينطووا على الأسنان اللبنية وأحيانا ترتبط مع الأورام السنية.
كيس تاجي يظهر على صورة شعاعية على شكل إضاءة أحادية يمكن تميزها مغطية تاج الرحى الثالثة السفلية المتأثرة، ويصل في الرحى الثانية لجذر السن

## العلاج
غالباً ما يتضمّن العلاج إزالة كاملة للكيسة مع الألسن غير النامية المرافقة لها، وفي حالة المرضى ذوي الإصابة الخطيرة أو غير المؤهلين صحياً فإن ال  توخيف  (التَجَيُّب) هو الحل الأمثل.
وبصورة غير شائعة قد يعود الضرر السِن إذا بقِيَت أجزاء من الكيسة في مكانها، لذلك يتوجّب على طبيب الأسنان الحرص على إزالتها بشكل كامل

## المضاعفات
- كسر الفك المرضي.
- قد يتحول الكيس التاجي إلى ورم مينائي أرومي (بصورة نادرة جدا).
- احتمالية تطور ونشوء خلايا رصقفية سرطانية في حالات عدوى مزمنة.